# Liste der Biografien/Luo
Liste der Biografien |
Portal Biografien |
Personensuche
# |
A |
B |
C |
D |
E |
F |
G |
H |
I |
J |
K |
L |
M |
N |
O |
P |
Q |
R |
S |
T |
U |
V |
W |
X |
Y |
Z |
?
 
La |
Lb |
Lc |
Le |
Lg |
Lh |
Li |
Lj |
Ll |
Lm |
Lo |
Lp |
Lt |
Lu |
Lv |
Lw |
Lx |
Ly |
Lz
 
Lua |
Lub |
Luc |
Lud |
Lue |
Luf |
Lug |
Luh |
Lui |
Luj |
Luk |
Lul |
Lum |
Lun |
Luo |
Lup |
Luq |
Lur |
Lus |
Lut |
Luu |
Luv |
Luw |
Lux |
Luy |
Luz
Die Liste der Biografien führt alle Personen auf, die in der deutschsprachigen Wikipedia einen Artikel haben. Dieses ist eine Teilliste mit 67 Einträgen von Personen, deren Namen mit den Buchstaben „Luo“ beginnt.

## Luo
- Luo Honghao (* 2000), chinesischer Snookerspieler
- Luo Jingmin (1956–2023), chinesischer Schauspieler
- Luo Ruiqing (1906–1978), chinesischer General
- Luo Xuejuan (* 1984), chinesische Schwimmerin
- Luo Yutong (* 1985), chinesischer Wasserspringer
- Luo, Baoming (* 1952), chinesischer Politiker der Volksrepublik China und Gouverneur von Hainan
- Luo, Gan (* 1935), chinesischer Politiker
- Luo, Guanzhong, chinesischer SchriftstellerLuo Guanzhong

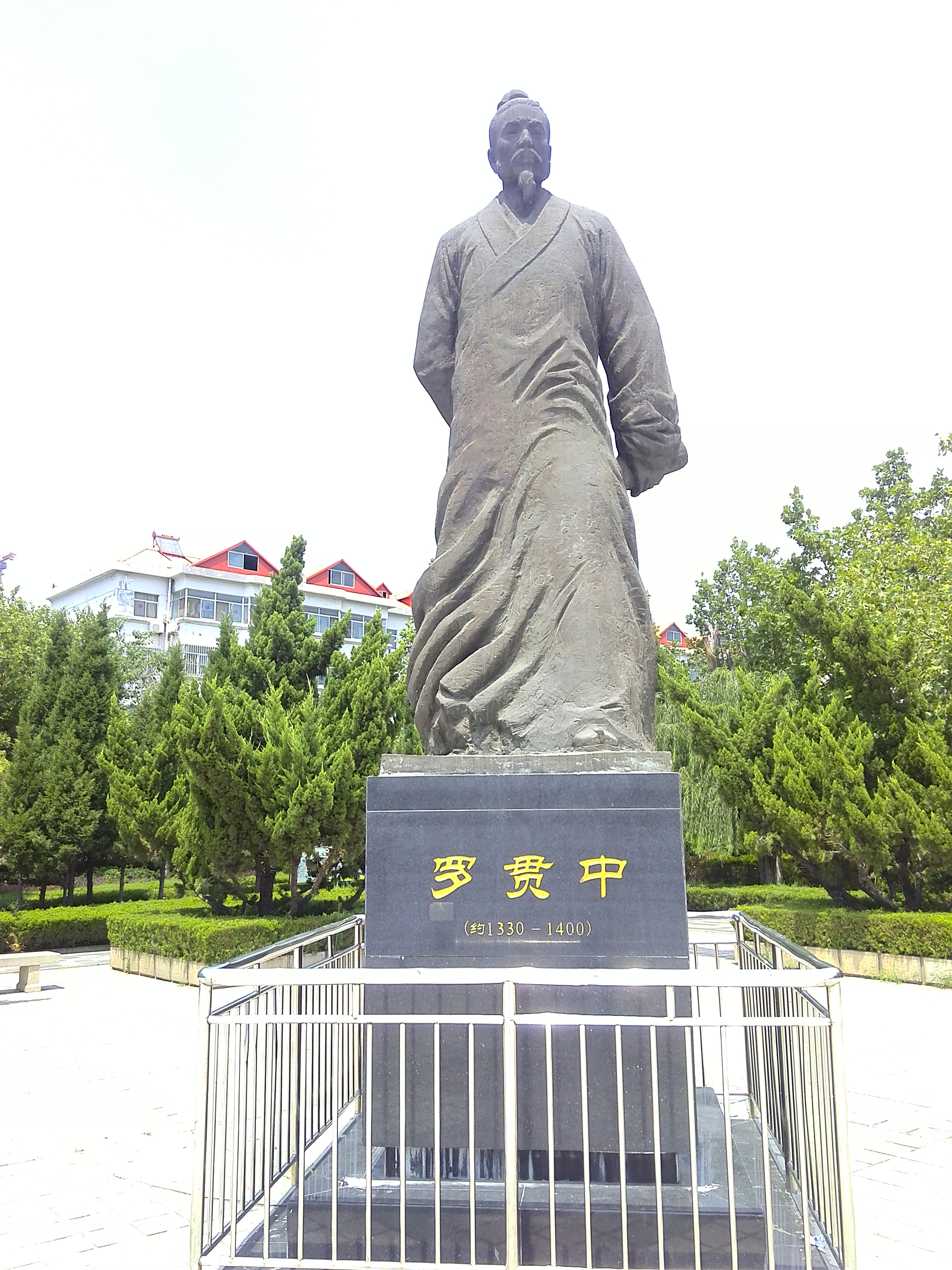
Luo Guanzhong

- Luo, Huining (* 1954), chinesischer Politiker
- Luo, Jianming (* 1969), chinesischer Gewichtheber
- Luo, Kylie (* 1989), neuseeländische Badmintonspielerin
- Luo, Lingyuan (* 1963), chinesische Schriftstellerin
- Luo, Longxiang (* 1981), chinesischer Science-Fiction-Schriftsteller
- Luo, Matthew Duxi (1919–2009), chinesischer Geistlicher, katholischer Bischof von Leshan
- Luo, Mingyou (1900–1967), chinesischer Filmproduzent und Regisseur
- Luo, Na (* 1993), chinesische Hammerwerferin
- Luo, Niansheng (1904–1990), chinesischer Gräzist, Übersetzer und Philologe
- Luo, Nkandu (* 1951), sambische Politikerin, Medizinerin und Hochschullehrerin
- Luo, Ping (1733–1799), chinesischer Maler der Qing-Dynastie
- Luo, Qinshun (1465–1547), chinesischer Philosoph
- Luo, Ronghuan (1902–1963), chinesischer Marschall
- Luo, Show (* 1979), taiwanischer Sänger, Moderator und Schauspieler
- Luo, Wei (* 1983), chinesische Taekwondoin
- Luo, Xi (* 1987), chinesische Synchronschwimmerin
- Luo, Xiaojuan (* 1984), chinesische Degenfechterin
- Luo, Xiaowei (1925–2020), chinesische Architektin
- Luo, Yadong (* 1992), chinesischer Leichtathlet
- Luo, Yigang (* 1975), chinesischer Badmintonspieler
- Luo, Yin (833–909), chinesischer Schriftsteller
- Luo, Ying (* 1991), chinesische Badmintonspielerin
- Luo, Yu (* 1991), chinesische Badmintonspielerin
- Luo, Yun, chinesische Badmintonspielerin
- Luo, Yunxi (* 1988), chinesischer Schauspieler und SängerLuo Yunxi (* 1988)

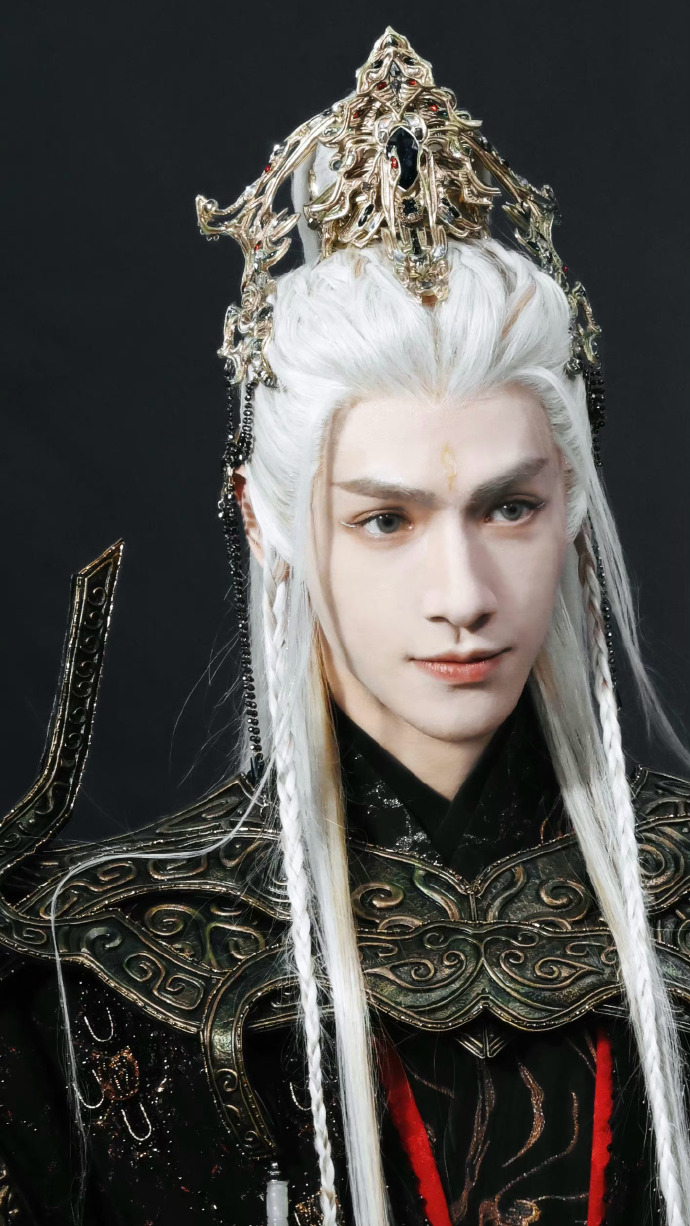
Luo Yunxi (* 1988)

- Luo, Zhenyu (1866–1940), chinesischer Gelehrter und Autor
- Luo, Zhijun (1951–2023), chinesischer Politiker in der Volksrepublik China
- Luo, Zhilu (* 2006), chinesische Sportkletterin

### Luom
- Luoma, Mikko (* 1976), finnischer Eishockeyspieler
- Luoma, Tapio (* 1962), finnischer lutherischer Theologe, Bischof des Bistums Helsinki
- Luomajoki, Hannu (* 1964), finnischer Physiotherapeut und Hochschullehrer
- Luomajoki, Katri-Helena (* 1965), finnische Eishockeyspielerin
- Luomala, Katharine (1907–1992), US-amerikanische Ethnologin, Ethnobotanikerin und Mythographin
- Luomanas, Petras (* 1948), litauischer Politiker (Seimas)

### Luon
- Lüönd, Alois (* 1951), Schweizer Komponist und Schwyzerörgeler
- Lüönd, Daniel (1957–1987), Schweizer Schauspieler
- Lüönd, Daniel (1959–2019), Schweizer Bassist
- Lüönd, Eveline (* 1979), Schweizer Politikerin (Grüne)
- Lüönd, Karl (* 1945), Schweizer Journalist, Publizist und Autor
- Lüönd, Paul (1950–2014), Schweizer Schwyzerörgeler und Politiker
- Lüönd, Vitus (* 1984), Schweizer Skirennläufer
- Lüönd, Walo (1927–2012), Schweizer SchauspielerWalo Lüönd (1927–2012)

Walo Lüönd (1927–2012)

- Lương Cường (* 1957), vietnamesischer Armeegeneral und PolitikerLương Cường (* 1957)

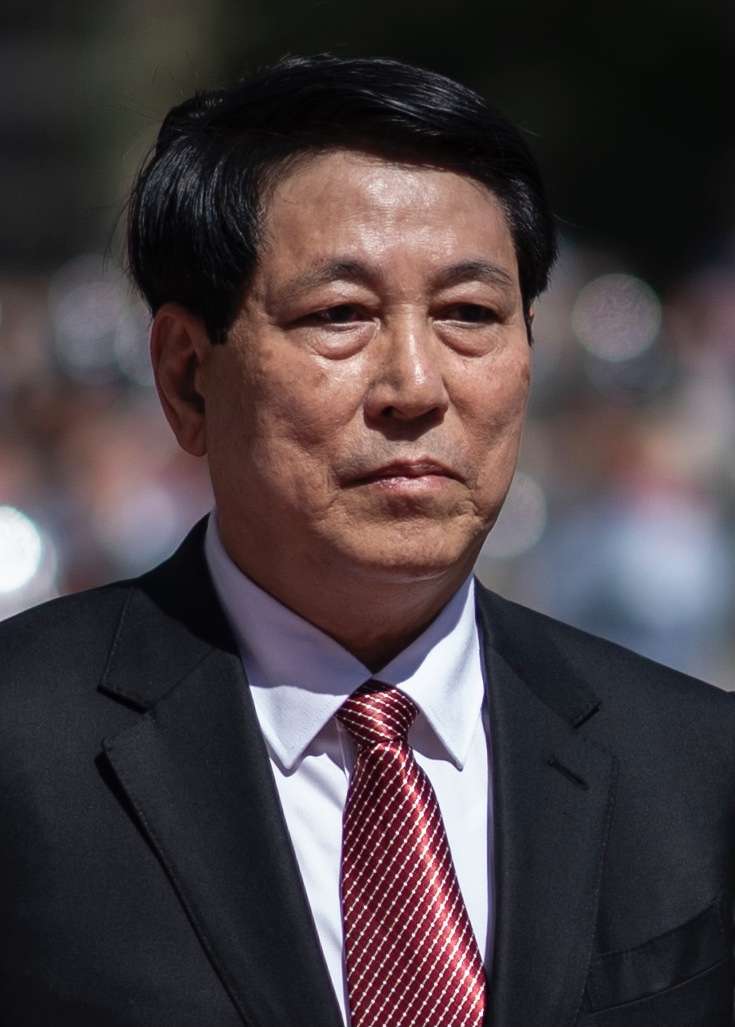
Lương Cường (* 1957)

- Lương Minh Sang (* 1996), vietnamesischer Zehnkämpfer
- Lương Thế Vinh (1441–1496), vietnamesischer Mathematiker
- Lương Xuân Trường (* 1995), vietnamesischer Fußballspieler
- Lương, Thị Thu Thương (* 2000), vietnamesische Fußballtorspielerin
- Lương, Văn Thao (* 1995), vietnamesischer Sprinter
- Luongo, Chris (* 1967), US-amerikanischer Eishockeyspieler und -trainer
- Luongo, Massimo (* 1992), australischer Fußballspieler
- Luongo, Roberto (* 1979), kanadischer Eishockeytorwart
- Luoni, Silvio (1920–1982), italienischer Geistlicher, römisch-katholischer Erzbischof und Diplomat des Heiligen Stuhls

### Luos
- Luostarinen, Eetu (* 1998), finnischer Eishockeyspieler
- Luostarinen, Päivi Maria (* 1955), finnische Diplomatin

### Luot
- Luoti, Mira (* 1978), finnische Sängerin
- Luotonen, Ari, finnischer Softwareentwickler und Autor
- Luotto, Andy (* 1950), US-amerikanisch-italienischer Komödiant, Schauspieler und Fernsehmoderator
- Luotto, Gene († 2011), italienisch-US-amerikanischer Drehbuchautor und Synchronregisseur

### Luoz
- Luoze (* 1962), chinesischer Extrembergsteiger